# Неглинна
55°44′59″ пн. ш. 37°37′35″ сх. д. / 55.74972222° пн. ш. 37.62638889° сх. д.
Негли́нна, Негли́нка (рос. Неглинная, також Неглинка, Неглинна, Неглимна) — підземна річка, завдовжки 7,5 км, у центральній частині Москви та є притокою річки Москва. Протікає в тунелях під вулицею Самотічна, Цвітним бульваром, вулицею Неглинною, Олександрівським садом та Заряддям. Неглинна впадає в Москву-ріку двома окремими тунелями біля Великого Кам'яного мосту та Великого Москворіцького мосту.

## Історія
Річка в природному стані колись відкрито текла із півночі Москви на південь через центр міста. Кремль було побудовано на пагорбі на схід від Неглинної, використовуючи річку як рів. Рів сповільнив розвиток територій на захід від Кремля; спочатку місто розбудовувалось на схід, на Красну площу та Китай-город. Коли москвичі почали селитися на західній стороні, території вздовж Неглинної залишалися не забудованими через часті повені.
Москвичі побудували декілька дамб, створивши каскад із шести взаємопов'язаних ставків, які використовувались для гасіння пожеж, з водяними млинами, кузнями, майстернями та громадськими лазнями (дві найвідоміші громадські лазні Москви, Центральна та Сандуновська, побудовані в 1890-х роках, досі знаходяться на Неглинній вулиці). Через річку Неглинну було побудовано чотири мости: Воскресенський міст (його фрагменти розкопані під час розкопок 1994 року), трипрогінний Кузнецький міст, Троїцький міст та Петровський міст (залишки останнього виявлені під час реконструкції Малого театру).
Перші плани облаштування річки Неглинної, представлені в 1775 році та реалізовано в 1792 році. Паралельно Неглинній було прокладено нове річище, відвівши воду в нове русло, будівельники засипали старе річище землею. Після Московської пожежі (1812) канал був настільки забруднений, що місто очистило його і перекрило мурованим склепінням, створивши перший Неглинний тунель (1817—1819), який також утворив сучасну вулицю Неглинну та Театральну площу. До спорудження централізованої міської каналізації (1887) тунель використовували як каналізацію, скидаючи стоки в річку Москва.
Під час реконструкції 1910—1914 було замінено частину тунелю на труби більшого діаметру. Проте і цього діаметру було недостатньо; остання катастрофічна повінь сталася в 1965 (двічі) та 1973 (також двічі).
В 1966 році було збудовано другий рукав річки Неглинна (довжина: 1 км, ширина: 4 м) під Заряддям. В 1974—1989 роках, після повені 1973 року, побудовано повністю новий тунель завдовжки 4 км висотою 3,47 м та завширшки 4,90 м від вулиці Дурова до готелю «Метрополь» (де тунель розгалужується на дві гілки). Старий тунель було використано як трубопровід і кабельний канал.
Сучасні ставки на Манежній площі (1996) — це не річка Неглинна, а імітація. Справжня річка протікає під землею.